# Phytodietus maximoi
Phytodietus maximoi är en stekelart som beskrevs av Ian D. Gauld 1997. Phytodietus maximoi ingår i släktet Phytodietus och familjen brokparasitsteklar. Inga underarter finns listade i Catalogue of Life.